# Pouilly-le-Monial
Pouilly-le-Monial är en kommun i departementet Rhône i regionen Auvergne-Rhône-Alpes i östra Frankrike. Kommunen ligger i kantonen Anse som tillhör arrondissementet Villefranche-sur-Saône. År 2018 hade Pouilly-le-Monial 992 invånare.

## Befolkningsutveckling
Antalet invånare i kommunen Pouilly-le-Monial
| Referens: INSEE |